# Panela de ferro

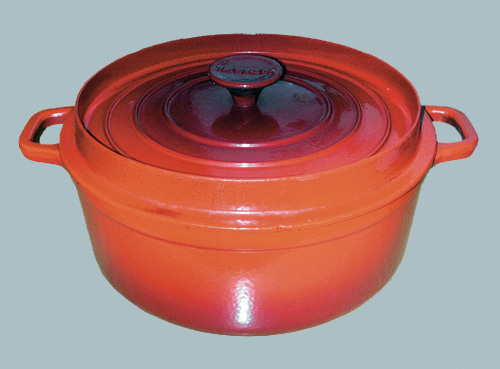
Uma panela de ferro.

Panela de ferro é um utensilio doméstico, um tipo de panela, que consiste num vasilhame em formato redondo, quadrado, retangular e às vezes oblongo. Utilizado desde a invenção da metalurgia, para o preparo de alimentos, por ser resistente ao fogo direto, e também para as preparações onde é necessário aquecer ou ferver quaisquer tipos de substâncias. Apesar da existência de muitos outros materiais para a confecção de panelas, como a prata, estanho, cobre, aço inoxidável, alumínio, cerâmica, o vidro e os modernos policarbonatos, o ferro ainda tem amplo uso em todo o mundo, pelo seu baixo custo e resistência, além de possíveis contribuições positivas a saúde humana, pela adição de ferro nos alimentos.
Na arte da armaria, a panela de ferro, ou também chamada como panelão, consistia em um item de armadura utilizado como proteção da cabeça; de tamanho possivelmente grande, sua utilidade era variada: era usado em particular por guerreiros em tentativas de invasão de fortes inimigos, com uso principal pelos homens que atacavam os muros.
Realizava a defesa do crânio contra objetos arremessados e líquidos inflamáveis (bastante usados na defesa das fortificações); era utilizado sobre o capacete.

## Referência Biliográfica
- COIMBRA, Álvaro da Veiga, Noções de Numismática. SP. Secção Gráfica da Faculdade de Filosofia, Ciências e Letras da Universidade de São Paulo, 1965.
- WRIGHT, Jeni e Eric Treville, Le Cordon Bleau. Todas as técnicas culinárias. SP. Marco Zero. 1996. Ver pg. 10, Bateria de Cozinha.